# Franjo Travničanin
Franjo Travničanin (Fojnica, oko 1676. – Brod, oko 1708.), bio je hrvatski franjevac iz BiH.
Za povijest hrvatskog školstva i crkvenog školstva Hrvata važan je kao osoba koja je osnovala visoko školstvo Bosne Srebrene (prema Franju Emanuelu Hošku. Bio je na glasu kao poduzetan i sposoban. Od 1696. do 1699. obnašao je dužnost provincijala. Na tu je dužnost došao posebnim dopuštenjem crkvenih vlasti zbog toga što nije
bio potrebnih godine života za tu službu. Za provincijala izabran je na kapitulu u Velikoj 18. lipnja 1699. godine. Travničanin se spominje prigodom reorganizacije samostanske organizacije u Prekosavlju. 16. lipnja 1700. prigodom generalnog kapitula u Rimu potpisao je s kustodom hrvatske Povincije sv. Ladislava Aleksom Buzjakovićem dogovor o samostanima u Prekosaviju, prema kojem su samostani u Hrastovici, Kaniži, Pečuhu, Segedu, Sigetu, Šiklošu i Virovitici pripali redodržavi sv. Ladislava.